# Ațintiș
Ațintiș é uma comuna romena localizada no distrito de Mureș, na região histórica da Transilvânia. A comuna possui uma área de 48.09 km² e sua população era de 1675 habitantes segundo o censo de 2007.